# Nhàn bụng đen
Sterna acuticauda là một loài chim trong họ Laridae.